# Carolina Rosario
Carolina Rosario (Río Piedras, Puerto Rico, 17 de febrero de 1988) es una periodista puertorriqueña. Es conocida por su rol de presentadora del noticiero nocturno Noticias 24/7 Prime Time en la plataforma streaming VIX, de la Cadena Univisión radicada en Miami, Florida. Durante este tiempo ha entrevistado a una variedad de invitados de todos los ámbitos, y ha sido nominada ocho veces a los Premios Emmy y los GLAAD Media Awards. En la actualidad vive con su esposo y sus dos hijos en Miami.

## Inicios
Carolina Rosario nació y se crio en Río Piedras, en el seno de una familia de clase media constituida por sus padres y cinco hermanos (cuatro varones y una hembra). Por su deseo de siempre estar informada, su hambre por el conocimiento, su continuo hablar y el sentido de justicia, entre otros valores que le inculcaron, supo de niña que su vida de mayor estaría vinculada a las comunicaciones. 
Terminó su escuela superior en Puerto Rico y estudió un año en la Universidad del Sagrado Corazón cuando en el 2008 se mudó a Miami, donde se graduó en la Universidad Internacional de Florida (FIU), con una licenciatura en periodismo de radiodifusión y una especialización en idioma español. Sus excelentes resultados académicos y la destacada labor en su internado laboral (pesantía) la llevaron a ser contratada como reportera de Univisión 23 tras graduarse de la universidad.

## Vida Profesional
En 2010 hizo pasantías en Univision, primero con Primer Impacto y luego con la local WLTV Miami. Haciendo la pasantía con dicha estación local la contrataron como reportera freelance en 2011. Trabajó en el canal 23 por cinco años. Allí fungió como reportera los fines de semana y en las noches en semana hacia reportajes investigativos. En la estación fue contribuidora del segmento del programa de política “Al Punto Florida”, en ocasiones reemplazando a los presentadores. 
En 2016 recibió una oferta para trabajar como corresponsal internacional en el programa magazín Primer Impacto de la cadena Univisión. Hizo reportajes del día, investigaciones y reportajes especiales. En 2021 abandonó Primer Impacto por laborar en dos grandes nuevos proyectos. Fue asignada como anchor de noticias para el nuevo programa dominguero “Despierta América en Domingo” que condujo junto a la famosa periodista mexicana María Antonieta Collins, la figura puertorriqueña Jackie Guerrido y el artista venezolano Raúl González. También comenzó el nuevo proyecto streaming de Univision en la plataforma VIX, donde actualmente es el anchor de Noticias 24/7 PrimeTime. (7pm) 
En 2023, Univision Network decide cancelar Despierta América en Domingo como parte de una reestructuración de la empresa. Sin embargo, Carolina sigue como mujer ancla de noticias de la noche en Noticias 24/7 en la plataforma streaming VIX.

## Reportajes Sobresalientes
Entre sus entrevistas más destacadas están:[cita requerida]
1. Entrevista Exclusiva al Presidente Libertario de Argentina Javier Milei
2. Cobertura de las elecciones en USA
3. Entrevista con el presidente de Guatemala, Alejandro Giammattei, así como a otros políticos latinoamericanos
4. Corresponsal en la Casa Blanca y el Congreso de EUA para el Noticiero Univision
5. Cubrió la protesta y destitución del Gobernador de Puerto Rico Ricardo Roselló, y la crisis financiera en la isla
6. Realizó reportajes especiales cubriendo por meses los huracanes Irma y María
7. Hizo reportajes en vivo sobre otros huracanes y desastres naturales en EUA, donde comprometió su propia seguridad para brindar un relato de primera mano al público de los eventos según se desarrollaban
8. Entrevista exclusiva con la hija menor del cantante mexicano José José, horas después de su muerte
9. Primera entrevista de la familia del rapero Kevin Fret, quien fue asesinado en Puerto Rico
10. entrevista exclusiva con los 8 sobrevivientes estadounidenses de un accidente mortal de rafting en Costa Rica

## Distinciones
1. Premio Especial por la serie “En Sus Palabras” (GLAAD, 2023)[cita requerida]
2. Nominación por Entrevista Sobresaliente en Español, El hijo de la Madrina (parte 1 y 2) (Emmy, 2021)
3. Nominación por Cobertura sobresaliente de noticia de última hora, Protestas de George Floyd -  Primer Impacto (Emmy 2021)
4. Nominación por Magazine Noticioso Sobresaliente en Español - Primer Impacto (Emmy, 2020)
5. Premio Mejores Reportajes Nacionales por la Revista Carteles (PROFESA, 2019)
6. Premio Cobertura Sobresaliente de Noticia en Español de Última Hora, Unidos en el dolor: Huracán María en Puerto Rico - Primer Impacto (???, 2018)
7. Nominación por Reportajes Especiales de Política y Gobierno, Puerto Rico en Crisis - WLTV News (Emmy, 2016)
8. Nominación por Noticias Sobre Problemas de Corte Social, Droga de Moda - WLTV News (Emmy, 2014)
9. Nominación por Noticias Sobre la Niñez y la Adolescencia, Acoso en Silencio - WLTV News (Emmy, 2012)
10. Mejor Reportera Nueva de Miami (Miami Carteles, 2011)[cita requerida]